# Šicí stroj

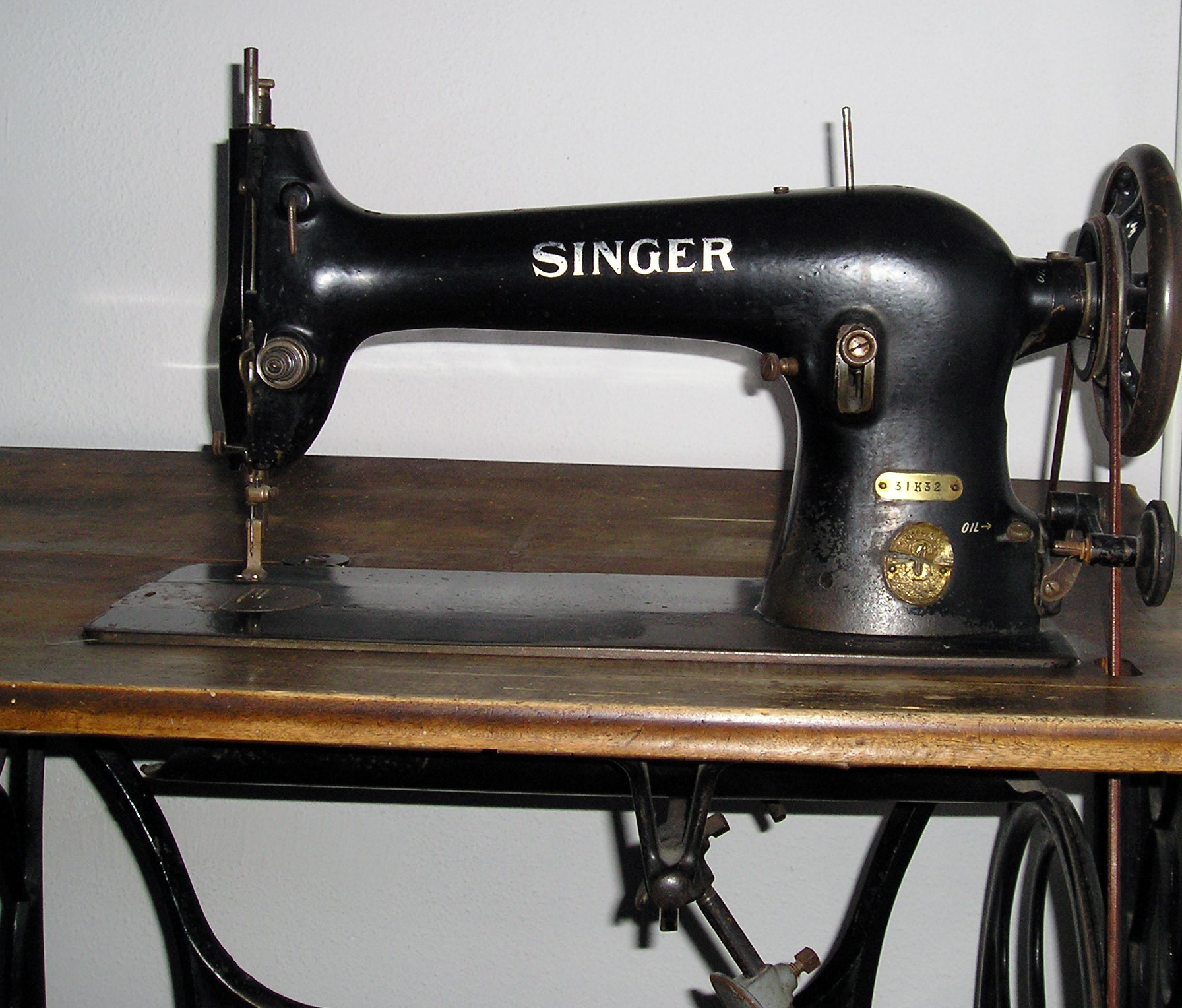
Šicí stroj Singer

Šicí stroj je textilní stroj určený ke spojování látek nebo jiných materiálů pomocí nití. Šicí stroje byly vynalezeny za první průmyslové revoluce, aby se snížil podíl ručního šití v textilních manufakturách. Od svého zavedení v polovině 19. století zvýšil šicí stroj dramaticky efektivnost a produktivitu oděvního průmyslu.

## Historie

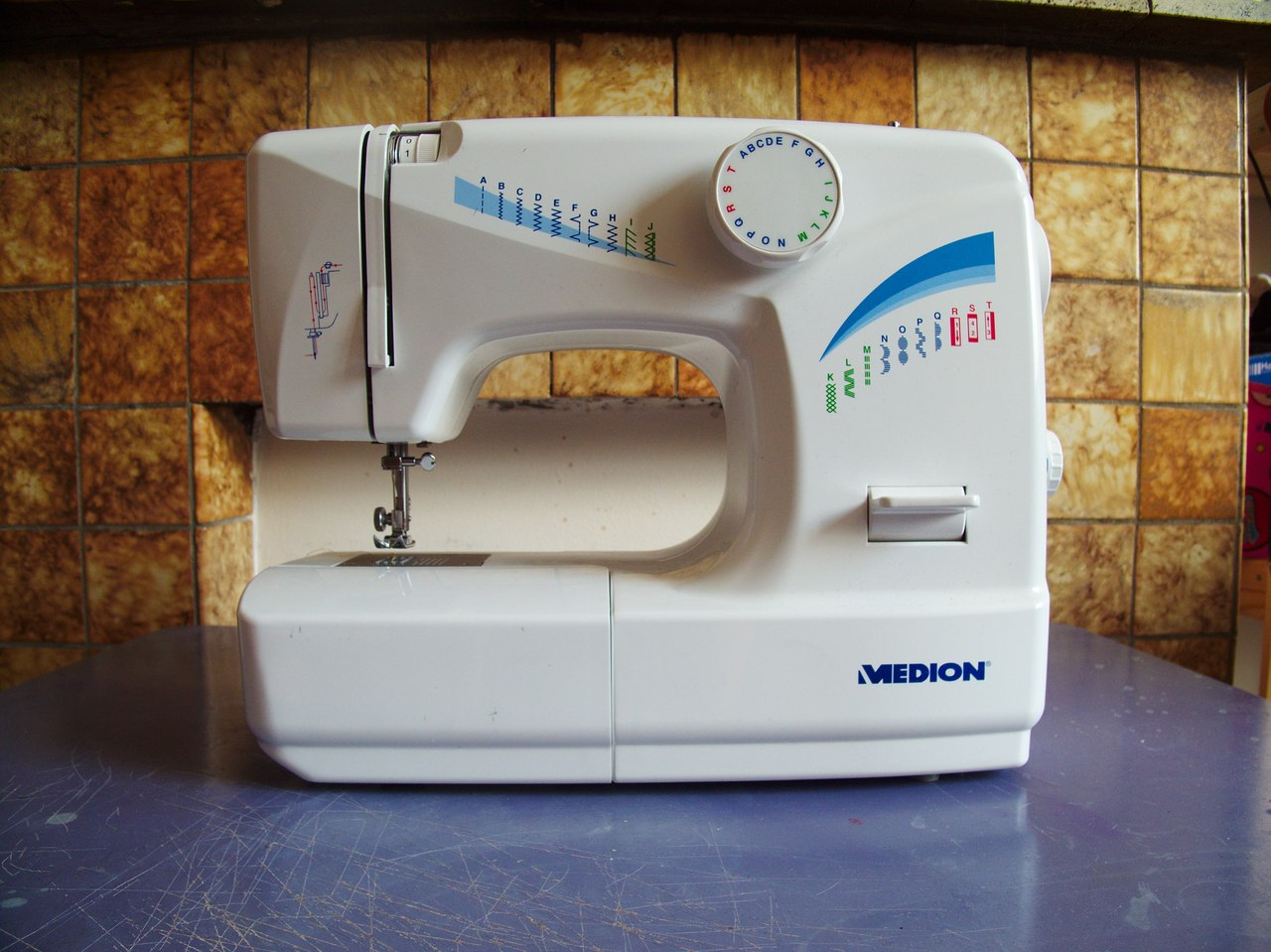
současný jednoduchý domácí šicí stroj

Potřeba mechanizace šití vznikla zejména v souvislosti se vznikem masových armád počátkem 19. století, pro něž se musely šít tisíce uniforem. První návrh šicího stroje si dal patentovat Angličan Thomas Saint roku 1790, jeho návrh však nebyl nikdy realizován. Roku 1814 představil první fungující model stroje s řetízkovým stehem a jedinou nití rakouský vynálezce Josef Madersperger. Ani zdokonalený stroj z roku 1839 však neměl úspěch. Roku 1830 postavil fungující stroj s řetízkovým stehem francouzský krejčí Barthélémy Thimmonier, který vybudoval manufakturu s 80 stroji, jež však řemeslníci nakonec zničili, protože se obávali o práci.
Šití vázaným stehem s dvojí nití, strojní jehlou (s očkem blízko hrotu) a člunkem vynalezl Walter Hunt roku 1833. Použitelný stroj na stejném principu zkonstruoval roku 1845 Američan Elias Howe, který jehlu opatřil drážkou. Inženýr Isaac Merritt Singer člunkový stroj zjednodušil, opatřil patkou, napínáním niti a pedálem. Zároveň zavedl leasingový prodej strojů a měl s nimi velký úspěch, i když prohrál proces s Howem a musel mu zaplatit velké odškodné. Značka Singer pak po celém světě znamenala totéž co šicí stroj. Wilson a Wheeler vynalezli rotační člunek a podavač látky s vratným pohybem. Roku 1856 se čtyři největší americké firmy dohodly na patentech a všichni další výrobci jim museli platit licenční poplatky. Roku 1877 patentoval Joseph Merrow první obšívací stroj (overlock) a roku 1889 uvedl Singer na trh stroj s elektrickým pohonem.
Do konce 20. století byl šicí stroj výbavou každé domácnosti a byl i kusem nábytku, kdežto elektrický šicí stroj lze přenášet v kufříku. Domácí šicí stroje v Česku vyráběly firmy Lada v Soběslavi, Minerva v Boskovicích a Zeta v Brně. V současné době se v ČR vyrábějí pouze šicí stroje pro profesionální a průmyslové použití. Z klasických šicích strojů krejčovských se odvinuly šicí stroje obuvnické a brašnářské s trojhrannými jehlami na kůži.

## Strojní šití

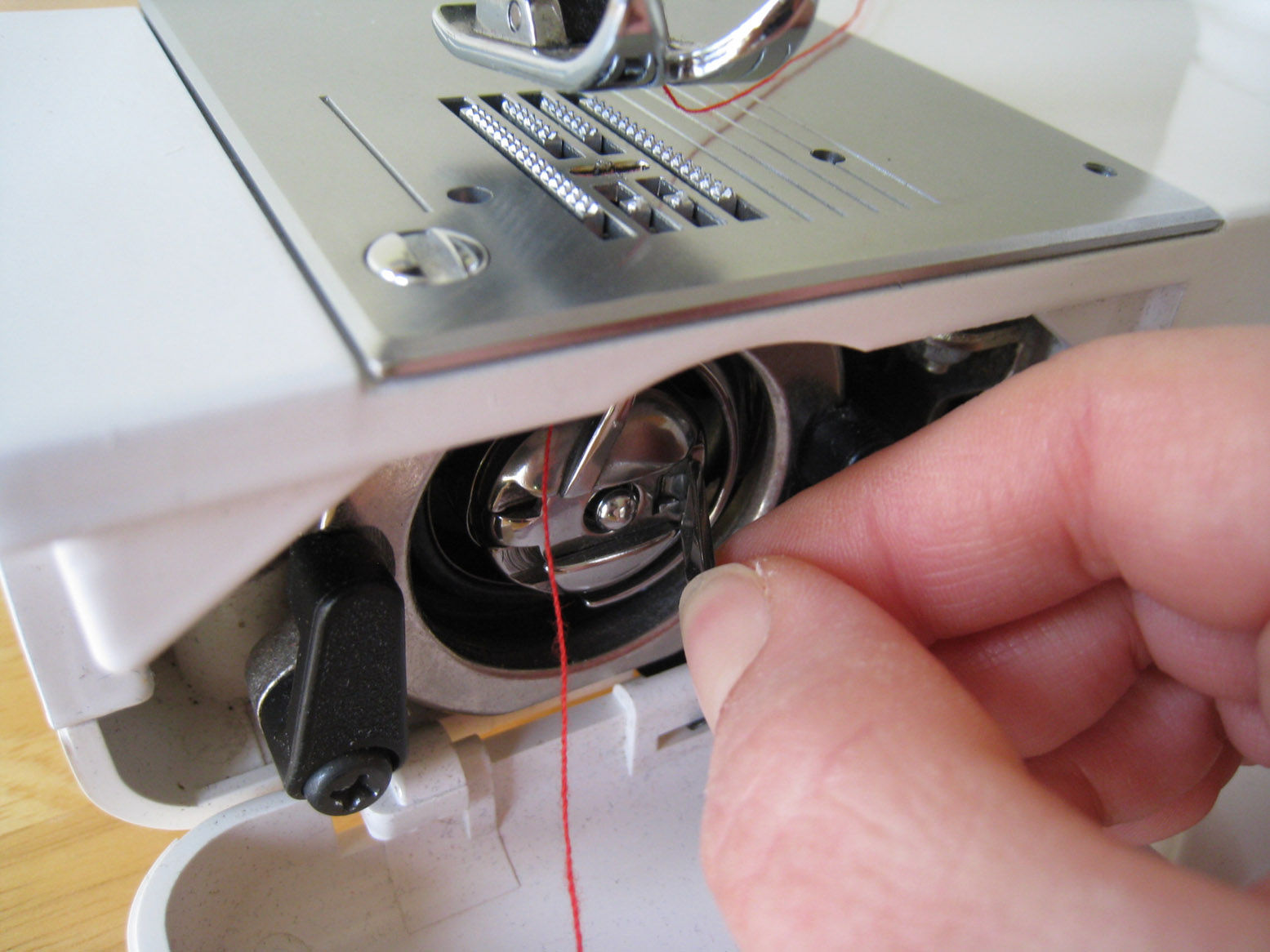
Současný domácí šicí stroj s kyvným chapačem

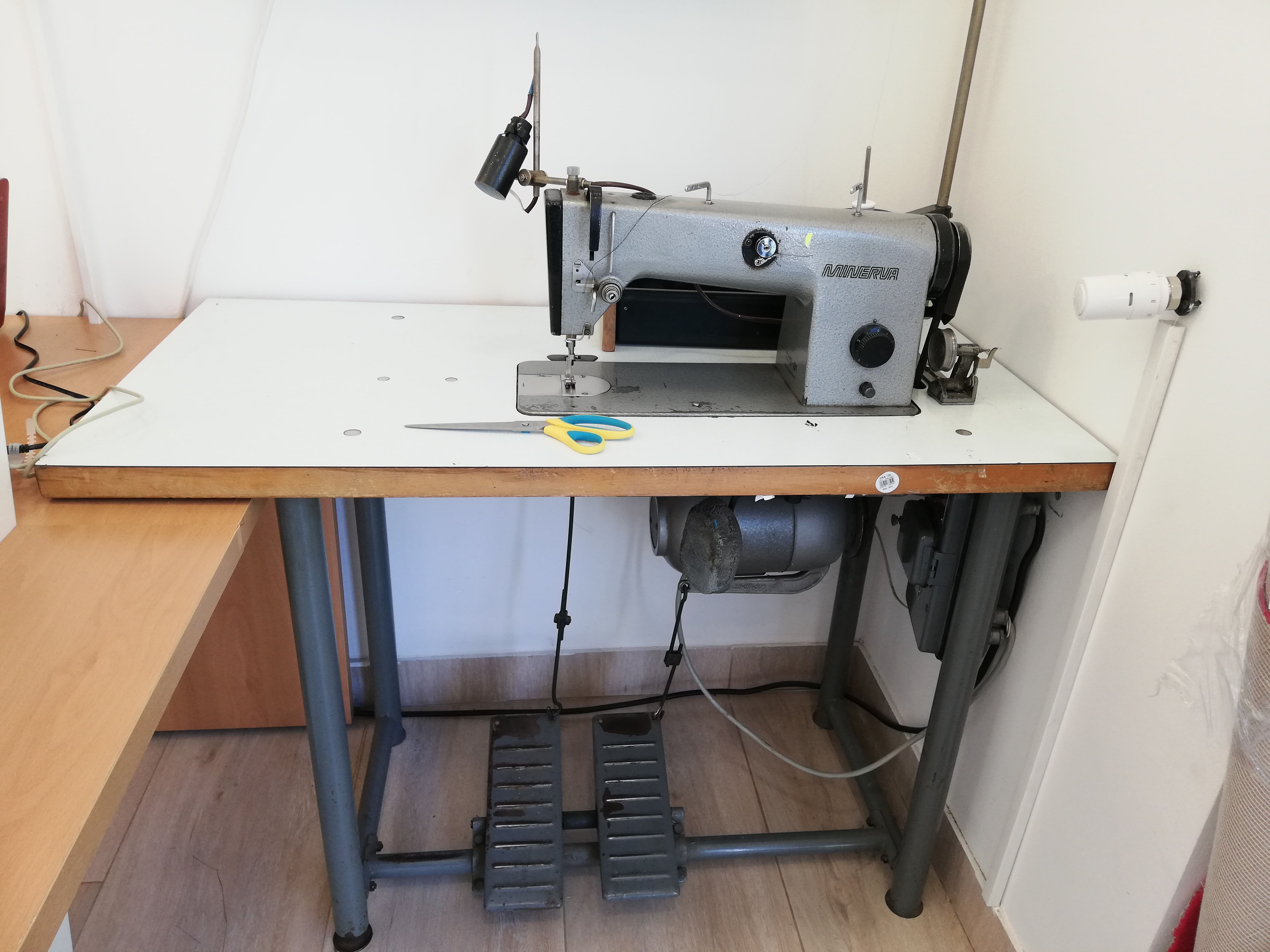
Šicí stroj značky Minerva poháněný elektromotorem

Ruční způsob šití s provlékáním jehly a celé délky niti látkou při každé stehu se zřejmě nedá mechanizovat. Vynálezci tedy museli složitě hledat jiný princip šití. Už Maderspergerův a Thimmonierův stroj užíval „obrácenou“ jehlu s očkem u hrotu. Jehla propíchla látku a při návratu jehly vytvořila nit očko, které zachytil háček vespod. Podržel je do příštího vpichu, kdy se tímto očkem nit opět provlékla. Tak vznikl řetízkový steh, který se dodnes používá u hračkových šicích strojů.

Princip strojního šití dvojí nití

Řetízkový steh je ale málo pevný a snadno se páře, takže pozdější stroje užívají Huntův a Howeův vynález vázaného stehu s dvojí nití. Jeho princip ukazuje sousední animace. Jehla provlékne svrchní nit (žlutá) látkou a při zpětném pohybu se vytvoří očko, které zachytí rotační chapač (šedý) a přehodí přes cívku se spodní nití (zelená). Napínací páka, kterou prochází svrchní nit, utáhne steh tak, aby křížení obou nití bylo zhruba uprostřed tloušťky látky. Místo rotačního chapače užívaly starší stroje podlouhlý člunek, který se očkem prohazoval se strany na stranu, případně kývavý chapač, který funguje podobně, má však méně klidný chod.
Jehlová tyč, na níž je upevněna jehla, vykonává střídavý pohyb nahoru a dolů, od něhož se odvozuje i pohyb napínací páky. Pokud je jehlová tyč uložena ve výkyvné vidlici, vzniká klikatý steh, který je pružný a lépe se hodí na šití pletených látek, trikotu a pod. Klikatým stehem lze obšívat okraje látky, knoflíkové dírky a další, rozsah výkyvu (šířku stehu) lze řídit. U moderních strojů lze zvolit i složitější tvary stehu.
Důležitou částí stroje je podavač látky, umístěný pod šicí deskou. Vykonává střídavý pohyb dopředu a dozadu, při němž je podavač potopen pod deskou. Horní hřídel, od něhož se odvozuje pohyb jehlové tyče, a spodní hřídel, který pohání chapač (člunek) a podavač, jsou mechanicky spojeny ozubenými převody nebo ozubeným řemenem, aby se oba pohybovaly souběžně. Pohon šicího stroje byl nejprve ruční kličkou, později šlapacím pedálem a řemenem, konečně elektromotorem.

#### Nejznámější značky
- Šicí stroje Janome
- Šicí stroje Brother
- Šicí stroje Singer
- Šicí stroje Lada
- Šicí stroje Lucznik
- Šicí stroje Texi